# Bresle (fiume)
La Bresle è un fiume della Francia nord-occidentale. La sua lunghezza è di 72 km e ha un bacino di 748 km².
Ha origine nel territorio di Abancourt, a circa 200 m sul livello del mare; attraversa i dipartimenti dell'Oise, della Somme e della Senna Marittima; sfocia nel Canale della Manica nei pressi di Le Tréport, nella Costa d'Alabastro.